# Taråberg
Taråberg var en gård inte så långt från kollektivet Skogsnäs i Sollefteå kommun i Ångermanland. Efter den hade stått öde i över tjugofem år bosatte sig en av kollektivets familjer hösten 1976 i det enda kvarvarande huset av gården. Efter år av rättsprocesser fick markens ägare, Graningeverken, staten att vräka ockupanterna. Man skickade därför den 14 mars 1980 ut över hundra statstjänstemän (nära ett hundra poliser) ledda av kronofogden i en av de största polisinsatserna någonsin i Norrland.
Begreppet Taråbergare åsyftar ibland familjen, ibland grönavågare, alternativrörelsen och självhushållande generellt, ofta nedsättande.[källa behövs]

## Uppmärksamhet i kulturen
Jonny Perssons och Göran Arremos dokumentärfilm Ett annat sätt att leva, redan från 1980, skildrar händelserna i Taråberg. Familjen medverkar i filmen. Här anges antalet poliser till 130.
Författaren Kerstin Ekman hämtade inspiration till den prisbelönta kriminalberättelsen Händelser vid vatten, utgiven 1993, från Taråbergarna och Skognäs, även om hon förlade händelsen till Svartvattnet.
Bygdespelet Sången om Taråberg är en självironisk skildring av Skogsnäskollektivet, som drar paralleller till 1800-talets baggböleri. Pjäsen sattes upp 2006, 2010 och 2011.